# Antonio Candreva
Antonio Candreva, född 28 februari 1987 i Rom, är en italiensk före dettafotbollsspelare med arbresj-påbrå. Candreva lade skorna på hyllan i mars 2025. 

## Klubbkarriär

### Ternana
Antonio Candreva inledde karriären i hemstadens Lodigiani, men kom redan som junior till Ternana. Efter en säsongen med klubbens juniorer fick han debutera för a-laget i Serie B säsongen 2004/2005. Säsongen efter, då klubben åkte ur Serie B spelade han hela 29 matcher, men den följande säsongen bara 16.
I juni 2007 signades Candreva av Serie A-klubben Udinese. Han spelade framförallt med klubbens primaveralag, men han debutera i Serie A 27 januari 2008 och spelade sedan ytterligare två matcher.

### Livorno
Sommaren 2008 lånades Candreva tillsammans med Andrea Migliorini och Federico Laurito ut till Serie B-klubben Livorno i en affär som tog Giovanni Pasquale till Udinese. Candreva spelade 33 matcher för Livorno, de flesta som inhoppare, när klubben tog sig tillbaka till Serie A. 
Under sommaren förlängdes lånet ytterligare en säsong och Candreva fick rollen att ersätta Alessandro Diamanti som klubbens trequartista. Candreva imponerade och fick bland annat chansen i Marcello Lippis landslag. 
I januari 2010 lånades Candreva istället ut till Juventus, men trots en hel del speltid valde klubben att inte satsa på honom efter sommaren.

### Parma och Cesena
Istället hamnade Candreva i Parma, återigen på lån. Parma betalade 500.000 euro för lånet med rätt till delägarskap vis säsongens slut. Candreva användes flitigt under säsongen, men Parma valde ändå att inte köpa loss honom och han återvände istället till Udinese.
Sommaren 2011 lånade Udinese ut Candreva till Cesena. Candreva spelade ordinarie i Cesena, men i januari lånades han ändå vidare.

### Lazio
31 januari 2012 lånades Candreva istället till SS Lazio, en aning ironiskt kan tyckas då Candreva är uttalad Roma-anhängare. Candreva fick spela 15 matcher i ligan och ytterligare 3 i Europaspel. När säsongen var över köpte Lazio Candreva på ett delägarskap. I juni 2014 köptes Candreva loss av Lazio från delägarskapet med Udinese.

## Landslagskarriär
Candreva har representerat Italien på flera olika juniornivåer. Han var bland annat en del av det U21-landslag som vann brons vid U21-EM i Sverige 2009.
Sin första a-landskamp gjorde Candreva 14 november 2009 mot Nederländerna. Hans andra landskamp kom fyra dagar senare mot Sverige. Candreva fanns initialt med i den 30-mannatrupp som presenterades inför VM i fotboll 2010, men han lyckades inte ta sig in i den slutgiltiga truppen.